# Міжнародна рада для центрально- та східноєвропейських студій
Міжнародна рада для центрально- та східноєвропейських студій (International Council for Central and East European Studies) — неурядова організація, яка має на меті сприяння співпраці вчених різних країн, зокрема підготовку і проведення кожні 5 років міжнародних конференцій, видання конференційних матеріалів та довідкових бюлетенів. Виникла на базі заснованого 1974 року Міжнародного комітету радянських і східноєвропейських студій (International Committee for Soviet and East European Studies). Розпад СРСР та розширення поняття Центральної Європи на схід привели до зміни назви асоціації на Міжнародну раду центрально- та східноєвропейських студій. 2-й Міжнародний з'їзд відбувся 1980 в місті Гарміш (Німеччина), наступні — 1985 у Вашингтоні (США), 1990 — у Гарровгейт (Велика Британія), 1995 — у Варшаві, 2000 — у Тампере (Фінляндія), 2005 — у Нідерландах. У всіх конгресах брали участь численні вчені з України і української діаспори. 2005 на 7-му конгресі 15 сесій були повністю присвячені українським студіям. Загалом української тематики торкалися близько 70 доповідачів. Доповіді охоплювали різноманітні теми: від політичних і соціальних проблем сучасної України до практики влади й сфер володіння в Київській Русі, від трудової еміграції з України до національної ідентичності словацьких русинів. У багатьох виступах розглядалися політичні питання: інтеграція України до Європейського Союзу.
Наступний, 8-й, конгрес відбудеться в Стокгольмі (Швеція) 2010. До 2009 побачили світ 64 випуски бюлетеня «ICCEES International Newsletter».